# Август Вилхелм (Брауншвайг-Волфенбютел-Беверн)
Август Вилхелм фон Брауншвайг-Волфенбютел-Беверн (на немски: August Wilhelm von Braunschweig-Wolfenbüttel-Bevern; * 10 октомври 1715, Брауншвайг; † 2 август 1781, Щетин) от рода на Велфите, е херцог на Брауншвайг-Волфенбютел-Беверн (1746 – 1781), губернатор на Щетин и пруски инфантерия генерал.

## Живот
Той е най-възрастният син на херцог Ернст Фердинанд фон Брауншвайг-Волфенбютел-Беверн (1682 – 1746) и съпругата му Елеонора Шарлота от Курландия (1686 – 1748), дъщеря на Фридрих II Казимир Кетлер.
Август Вилхелм е основател на т. нар. „млада линия Беверн“. През 1731 г. той влиза като капитан на пруска военна служба. На 12 май 1742 г. става генерал-майор. През 1746 г. е комендант на Щетин и през юли 1747 г. губернатор. На 17 май 1750 г. е генерал-лейтенант и получава Ордена „Черен орел“.
Август Вилхелм не се жени, умира през 1781 г. Наследен е от брат му Фридрих Карл Фердинанд.